# Телермановський
Телермановський (рос. Теллермановский) — селище у Грибановському районі Воронезької області Російської Федерації.
Населення становить 139 осіб. Входить до складу муніципального утворення Грибановське міське поселення.

## Історія
Населений пункт розташований у історичному регіоні Чорнозем'я. Від 1935 року належить до Грибановського району, спочатку в складі Центрально-Чорноземної області, а від 1934 року — Воронезької області.
Згідно із законом від 15 жовтня 2004 року входить до складу муніципального утворення Грибановське міське поселення.

## Населення
| 2010 | 2016 |
| ---- | ---- |
| 155  | ↘139 |